# Dim mak
El concepto chino "dim mak'' se refiere a una amplia gama de técnicas de artes marciales que supuestamente matan o incapacitan al contacto con áreas específicas del cuerpo mientras aparentan aplicar una fuerza menor de lo necesario para ser letales o dañinas.

## Etimología
La palabra china dim mak se traduce como ‘manipulación de puntos’ o ‘manipulación de las arterias’. La pronunciación de dim mak es una aproximación inglesa del término cantonés 點脈, que es una extensión del término en mandarín Diǎnxué (點穴), que significa ‘manipulación de puntos de presión’.
La manipulación de los puntos vitales, y puntos de presión es un componente esencial que hace parte de las enseñanzas avanzadas de algunas artes marciales tradicionales chinas, okinawenses, y japonesas como por ejemplo el kung fu, el Ryukyu Kempo (también conocido como: okinawa-te, To-de, Tuidi, Te), hoy día conocido como karate-Do, y el jiu-jitsu tradicional japonés (de donde provienen las disciplinas del Aikido y el Judo) donde se les conoce como kyusho jitsu.

## Explicación
La teoría actual debe su fundamentación a la medicina china tradicional donde se cree que el buen flujo del chi (ki o qi), a través y mediante los varios meridianos es vital para gozar de buena salud. De esta manera si hay un problema en este buen flujo energético (metabólico, emocional, linfático, hormonal, nervioso, respiratorio, y circulatorio) se manifestará en el cuerpo humano como un problema de salud. La acupuntura china se basa en esta, así como otras creencias y tratamientos para tratar distintas enfermedades.
De manera opuesta, el dim mak también se basa en las creencias de la medicina tradicional china pero con un enfoque diferente. Se trata de inducir el daño obstruyendo el buen flujo del chi por medio de golpes leves, aplicando presión, pinzamientos, o rozamientos en ángulos precisos sobre determinadas zonas del cuerpo, que a su vez de forma refleja se relacionan con el funcionamiento y metabolismo de uno o varios sistemas orgánicos, sean: el sistema nervioso, circulatorio, linfático, músculo - esquelético, hormonal, respiratorio, etc.

## Historia
Hace algunos siglos, el dim mak llegó a la isla de Okinawa y al Japón desde China, donde pasó a conocerse y estructurarse como el arte y técnicas del kyusho jitsu (en japonés, o ‘el arte de los puntos de presión’).
Por siglos, los varios usos de los puntos de presión, fueron un secreto muy bien guardado por los maestros que llegaban a dominarles, tras mucha practica, experiencia y control. En oriente este complejo conocimiento estaba reservado solamente a los hijos primogénitos y a un grupo muy pequeño de alumnos cercanos y de mayor confianza. Esta es la principal razón de por qué gran parte de los estilos de kung-fu hoy día, no abarcan el dim mak y por qué la mayoría de los estilos de karate-Do, así como los estilos y variantes del Jiu-jitsu modernos tampoco profundizan en este saber. 

### Los cambios en la transmisión del arte desde China y Okinawa al Japón moderno
El kyusho jitsu/dim mak es un componente esencial de los estilos kung-fu clásico (taoístas, budistas, familiares, militares o pertenecientes a las llamadas sociedades secretas), de los estilos del jiu-jitsu tradicional japonés, y de algunas variedades de los estilos de karate clásicos provenientes de Okinawa como el Shōrin-ryū, el goju ryu (en algunas ramas de este estilo) y el uechi ryu. Sin embargo en el karate- Do representado por los estilos japoneses tradicionales modernos (Shotokan, Wado Ryu, Shito Ryu, Goju Ryu, y Kyokushin) no se incluye la totalidad de las enseñanzas y aplicaciones del mortal arte del kyusho jitsu. Hay dos razones que contribuyen a explicar el por qué los grandes maestros okinawenses optaron por no enseñar la totalidad del kyusho jitsu y sus aplicaciones (combativa, médica, sexologicas y espírituales) a sus alumnos japoneses, u occidentales algunas de estas son:
1) En 1906, Anko Itosu (también conocido como Yasutsune Itosu), el reformador y divulgador de la tradición marcial del Shuri-Te (creada por el legendario maestro Sokon Matsumura) estructura y pone en práctica un programa de educación física militar (ya que el Japón en esa época estaba buscando expandirse como imperio a lo largo de toda Asia) para las escuelas primarias de Okinawa basado en la tradición marcial del antiguo "Shuri-Te" okinawense. Pero el objetivo no era que los niños se dañaran mutuamente sino que sirviera como un programa de ejercicios físicos para fortalecimiento y como formación de un carácter obediente en una época en que el Japón deseaba crear un gran ejército a futuro para conquistar Asia por medio de las armas. Por esta razón, Itosu no incluyó el apartado del kyusho jitsu, ya que lo consideraba demasiado peligroso.
2) En 1936 el maestro Gichin Funakoshi, discípulo de Itosu, introdujo por primera vez el Ryukyu Kempo o "puño de Okinawa" a las demás islas del archipiélago japonés, el arte que más adelante sería conocido como el estilo shotokan de Karate- Do. En los años posteriores los maestros Mabuni (creador del estilo Shito Ryu), Nagamine (creador del estilo Shorin Ryu variante Matsubayashi-ryū), Chibana (creador del estilo Shorin Ryu variante (kobayashi), Motobu (creador del estilo Motobu Ryu), Shimabuku (creador del estilo Isshin Ryu) introdujeron sus estilos, y optaron por no enseñarles a los japoneses y occidentales el apartado del kyusho jitsu, considerándolo innecesario, e indigno de su parte (ya que muchos aún consideraban a los japoneses como invasores). Así que prefirieron entonces basarse en el programa de educación física creado por Itosu, limitando la enseñanza del arte marcial a sus fundamentos básicos e intermedios como: los golpes de puño, los golpes de mano abierta, los bloqueos, las patadas, algunas luxaciones, unos pocos lanzamientos y derribos, además de varias técnicas de rompimientos y de golpes a puntos vulnerables (mas no vitales). Incluso modificaron varios de los ejercicios formales o kata con el fin de ocultar varias de las técnicas. Promoviendo la educación moral de sus alumnos más que la eficacia marcial. 
Nótese que el nombre de "To-de" (posteriormente cambiado a "ryukyu Kempo" y después popularizado a "Karate" por Gichin Funakoshi), fue dado por Kanga Sakugawa. Sakugawa fue un maestro cuyo alumno más aventajado, Matsumura Sōkon, creó la variedad de karate Shōrin-ryū, basada en varios estilos de las artes marciales chinas o Kung-Fu de la época.

## Los puntos de presión en la ficción
En la película Bloodsport (Contacto sangriento, 1988), con el actor Jean Claude Van Damme en el papel de Frank Dux, el dim mak es mencionado en dos ocasiones:
- Los árbitros del torneo le piden al personaje de Dux que demuestre que es el auténtico representante del clan Tanaka probando que conoce la técnica del dim mak. Para ello, Dux debe romper un ladrillo de una fila de cinco ladrillos puestos uno encima de otro. En un primer momento, Víctor, el asistente de Dux en el Kumité, elige el ladrillo que está más arriba de la fila, pero uno de los árbitros le pide a Dux que rompa el que está más abajo de la fila para que la demostración sea válida. Entonces, Dux se concentra y golpea el ladrillo que está más arriba de la fila, desplazando toda la hilera de ladrillos y transmitiendo toda la fuerza al ladrillo que se encuentra más abajo, el cual estalla en mil pedazos.
- En el segundo día de combates, Frank Dux debe enfrentarse a Pumola (el actor David Ho), un luchador estilo sumo cuyas dimensiones y fuerza hacen que la pelea sea de gran dificultad. En un momento del combate, Pumola bloquea a Dux e intenta hacerle una luxación para partirle la columna; pero Dux consigue salir de la luxación, y aplica un punto de dim mak al vientre de Pumola, dejándole sin respiración y al borde del knock out. En ese momento, Pumola trata de recomponerse y agarrar de nuevo a Frank Dux, quien protagoniza una de las escenas más conocidas de la película al golpear en un punto de presión ubicado en el perineo de Pumola mientras realiza una apertura lateral de piernas o spagat.

En la película Martial Law (1991), el villano personaje de David Carradine, "Dalton Rhodes", utiliza un golpe con la palma de la mano, directo al corazón, para rematar a sus adversarios. El protagonista, Sean Thompson (Chad McQueen), menciona que el golpe se trataría de un Dim Mak. Al final de la película, Sean acaba con Dalton usando ese mismo ataque.
En la película Kiss of the Dragon (2001), el actor Jet Li aplica varios puntos de presión o dim mak, inmovilizando y acabando con los antagonistas, como complemento a su método de combate, o kung fu, por medio del uso de agujas de acupuntura.
En la película Kill Bill: volumen 2 (2004), de Quentin Tarantino, Beatrix Kiddo mata al malvado Bill utilizando el dim mak, en forma de secuencia.
En la serie de televisión animada Avatar: la leyenda de Aang (2005-2008), Ty Lee (la amiga acróbata de Azula) es experta en dim mak.
El manga y anime Hokuto no Ken presenta el Hokuto shinken, un arte marcial ficticio utilizado por el protagonista y con el cual, al golpear o tocar al oponente en determinados lugares, se pueden lograr efectos tales como hacerlo perder el control de sus extremidades, explotar su cuerpo de forma inmediata o con efecto retardado e incluso sanar heridas o curar enfermedades.